# نصرت الجمل
نصرت زكي الجمل (1 يوليو 1980) هو لاعب كرة قدم لبناني يلعب كلاعب خط وسط مهاجم لنادي الأخوة الخرايب.

## مهنة النادي
بدأ مسيرته المهنية مع فريق التضامن صور في الدوري اللبناني الممتاز خلال موسم 1998–99، وبقي معه حتى موسم 2003–04. ساعد فريقه في الفوز بأول كأس في موسم 2000–01.
في عام 2004 انضم الجمل إلى الأنصار. تعرض لإصابة في نوفمبر 2004 واضطر إلى الخضوع لعملية جراحية. ورغم إصابته، سجل هدفين في الدوري خلال موسم 2004–05. في الموسمين التاليين ( 2005–06 و2006–07)، ساعد الأنصار على الفوز بالثنائية المحلية (الدوري والكأس) على التوالي، بالإضافة إلى كأس آخر في 2009–10.
في 27 مايو 2010، انتقل إلى نادي دهوك العراقي على سبيل الإعارة لمدة ثلاثة أشهر. ساعد الفريق العراقي على الفوز بالدوري العراقي الممتاز 2009–10. وبقي في دهوك لموسم آخر (2010-11)، قبل أن يعود إلى الأنصار في عام 2011. خلال فترته الثانية في الأنصار، فاز بلقب الدوري ( 2011–12) وكأس السوبر اللبناني (2012).
في عام 2014، انتقل إلى الشباب الغازية، قبل أن ينضم إلى فريق الدرجة الثالثة العباسية في 14 يناير 2015. وفي عام 2016 عاد مرة أخرى إلى التضامن صور، وتقاعد عام 2018. عاد من التقاعد في عام 2020، ووقع مع الأخوة الخرايب في 17 ديسمبر في دوري الدرجة الثالثة.

## مهنة دولية
في عام 2002، لعب الجمل مع منتخب لبنان الأولمبي في دورة الألعاب الآسيوية 2002، حيث سجل ثلاثة أهداف.
وشارك لأول مرة على المستوى الدولي مع منتخب لبنان عام 1999، في مباراة ودية ضد مالطا ؛ انتهت المباراة بالتعادل 0-0. وكان ضمن تشكيلة منتخب لبنان في كأس آسيا 2000، لكنه لم يلعب. جاء هدفه الدولي الأول في 9 سبتمبر 2003، في مباراة ودية ضد البحرين. أنهى الجمال مسيرته الدولية بـ 30 مباراة دولية وثلاثة أهداف.

## الإحصائيات المهنية

### دولي
| # | تاريخ          | مكان                                   | الخصم    | نتيجة | حصيلة | مسابقة               |
| - | -------------- | -------------------------------------- | -------- | ----- | ----- | -------------------- |
| 1 | 19 سبتمبر 2003 | البحرين                                | البحرين  | 3-4   | 3-4   | ودية                 |
| 2 | 8 فبراير 2004  | بيروت ، لبنان                          | البحرين  | 2-1   | 2-1   | ودية                 |
| 3 | 10 أكتوبر 2019 | ملعب راسمي داندو، ماليه ، جزر المالديف | المالديف | 2-1   | 2-1   | تصفيات كأس آسيا 2011 |

## الإنجازات
التضامن صور
- كأس الاتحاد اللبناني: 2000–01

الأنصار
- الدوري اللبناني الممتاز: 2005–06، 2006–07
- كأس الاتحاد اللبناني: 2005–06، 2006–07، 2009–10، 2011–12
- كأس السوبر اللبناني: 2012

دهوك
- الدوري العراقي الممتاز: 2009–10

فردي
- أفضل لاعب شاب في الدوري اللبناني الممتاز: 1998–99.[9]
- فريق الموسم في الدوري اللبناني الممتاز: 2001–02،[10] 2004–05.[11]

## روابط خارجية
- نصرت الجمل على موقع أف آي لبنان (FA Lebanon)
- نصرت الجمل على فرق كرة القدم الوطنية.كوم